# Yasmin Khan
Yasmin Khan, a menudo abreviado como Yaz, es un personaje de ficción creado por Chris Chibnall e interpretado por Mandip Gill en la longeva serie británica de ciencia ficción Doctor Who. En la undécima temporada de la serie, que comienza con el episodio The Woman Who Fell to Earth en 2018, Yaz sirve como compañera de la Decimotercer Doctor, una encarnación del viajero alienígena del tiempo conocido como el Doctor (interpretado por Jodie Whittaker). Su personaje es retratado como una joven que se encuentra realizando su práctica como policía en la ciudad británica de Sheffield.

## Apariciones

### Televisión
Yaz es una agente de policía en prueba de 19 años de Sheffield, Inglaterra, que está ansiosa por demostrar su valía. Asistió a la escuela primaria con Ryan Sinclair. Ella sigue viviendo con su familia: sus padres Hakim y Najia, y su hermana menor Sonya, en un departamento en Park Hill. Cuando regresa a su casa en Arachnids in the UK, decide que quiere unirse completamente a la Doctor en sus viajes.
En Demons of the Punjab, le pregunta a la Doctor si podría regresar en el tiempo para visitar y conocer la vida de su abuela, Umbreen (Amita Suman). Pensando que se encontrará con su abuelo, al recibir su reloj roto, no lo encuentra en ninguna parte. Ella decide quedarse, a pesar de las advertencias de la Doctor, convirtiéndose en parte de la historia de su abuela durante la Partición de la India, donde murió el primer esposo de Umbreen.

### Otros medios
En septiembre de 2018, se anunciaron tres novelas vinculadas a la undécima temporada, todas ellas con Yasmin Khan: The Good Doctor, Molten Heart y Combat Magicks. Yaz está representado en la portada de esta última.

## Casting y desarrollo
El 22 de octubre de 2017, se anunció que Gill había sido elegida como compañera en la undécima temporada de Doctor Who, y aparecería junto a Jodie Whittaker en 2018.
La madre del personaje, Najia Khan (Shobna Gulati) fue presentada en el cuarto episodio de la serie, Arachnids in the UK.